# Atlético Olympic Football Club
O Atlético Olympic Football Club é um clube de futebol com sede em Bujumbura, Burundi. 

## História
A equipe compete no Campeonato Burundiano de Futebol. 